# Китайська дитяча книжка з малюнками Feng Zikai
Премія Feng Zikai Chinese Children's Picture Book Award (традиц. кит.: 豐子愷兒童圖畫書獎) — це престижна нагорода, яка присуджується раз на два роки з метою популяризації оригінальних і якісних китайських дитячих книжок з ілюстраціями. Вона відзначає внесок авторів, ілюстраторів і видавців у розвиток дитячої літератури. Нагорода названа на честь видатного китайського художника та ілюстратора Фен Цзікая (1898–1975) і є першою міжнародною премією, присвяченою китайським дитячим книжкам з картинками. 
Премія спонсорується Chen Yet-Sen Family Foundation — благодійною організацією з Гонконгу, яка займається підтримкою дитячих освітніх проєктів, спрямованих на розвиток грамотності. Першу церемонію нагородження провели в липні 2009 року, після чого вона стала проходити кожні два роки.
Цю нагороду можна порівняти з медаллю Калдекотта, яка щороку присуджується найкращій американській дитячій книжці з ілюстраціями, що видається в США.

## Фон
У китайськомовних країнах кращі дитячі книжки з ілюстраціями часто є перекладами іноземних творів, тому вони не завжди відображають культурний досвід китайських дітей. Премія Feng Zikai Award покликана виправити ситуацію, сприяючи створенню якісних оригінальних книжок з картинками для китайських читачів.
Премія визнає досягнення письменників і художників, що працюють над китайськими дитячими книжками з ілюстраціями. Її мета — стимулювати створення та поширення високоякісних дитячих книжок з картинками.
Усвідомлюючи важливу роль читання в розвитку дитини, премія Feng Zikai також націлена на заохочення читання та формування культури читання серед дітей у китайськомовних країнах.

## Призи
Головний приз буде вручений переможцю «Нагороди за найкращу дитячу книгу», який отримає грошову винагороду в розмірі 20 000 доларів США. Організатор також придбає 3000 копій книги-переможця, які будуть розподілені серед шкіл.
Переможці «Нагороди журі за рекомендовану ілюстрацію» та «Нагороди журі за рекомендований текст» будуть нагороджені грошовою винагородою в розмірі 10 000 доларів США.
Крім того, будуть нагороджені 10 авторів "Премії видатної дитячої книжки з малюнками", кожен з яких отримає приз у розмірі 1000 доларів США.

## Лауреати премій

### 8-е нагородження, 2023
Джерело:   Переможець "Найкращої китайської дитячої книжки з малюнками" отримає головну нагороду.
- «Клас містера Ведмедя вчиться писати 1» 《不一樣的1》 автора Янань Ву 吳亞男 та ілюстратора Лю Лунша 柳壟沙

Премія за видатну китайську дитячу книжку з малюнками
- «Таємниці в зоопарку» 《動物園的祕密》Хуан І-Вень 黃一文 (автор та ілюстратор)
- «Односторонній художник» 《畫家馬一邊》Том Лю 湯姆牛 (автор та ілюстратор)
- «Бабусине море» 《誰是魔法王?》Ван Шан Чеунг 張韻珊 (автор та ілюстратор)
- «Життя в насінні лотоса»《一顆蓮子的生命旅程》 автора Ying Ting Chen 陳瑩婷 та ілюстратора Hua Qing 花青

### 7-е нагородження, 2021
Джерело:  Лауреат "Премії за найкращу китайську дитячу книжку з малюнками" отримає головну нагороду.
- "Клас містера Ведмедя вчиться писати 1" - це книжка "Не як усі інші 1" (不一樣的1), написана авторкою Янань Ву та проілюстрована Лю Лунша.

Премія за видатну китайську дитячу книжку з малюнками
- «Happy Birthday» 《生日快樂》Аделін Ко 高佩聰 (автор та ілюстратор)
- «Солдат-ґудзик» 《鈕扣士兵》автор Jiu'er 九兒 (автор та ілюстратор)
- «Ведмедик, біжи» 《小熊，快跑》автор Ши Лей 史雷 та ілюстратор Ма Пенхао 馬鵬浩
- «Подарунок на день народження гнойового жука»《糞金龜的生日禮物》 автора Гун Вей Гуо 龔衛國 та ілюстратора Тао Джу Сяна 陶菊香

### 6-та премія, 2019[2]
Судді: Сара Ко, Фанг Вейпін, Сандра Лі, Хсу Су-ся, Мейло Со, Чень Ен Лі, Цзі Чжао Хуа
Нагорода за найкращу китайську дитячу книжку з малюнками – переможець
- «Про бабусиного коня»《外婆家的马》 Се Хуа谢华 (автор) та Хуан Лі黄丽 (ілюстратор)

Премія за видатну китайську дитячу книжку з малюнками
- «A Maverick Piggy» 《一个特立独行的猪》Чжан Нін 张宁 (автор та ілюстратор)
- «Під тим самим місяцем» 《同一个月亮》 Джиммі Ляо几米 (автор та ілюстратор)
- «The Flyaway Tickets» 《车票去哪里了？》 Хсу-Кунг Лю刘旭恭 (автор та ілюстратор)
- «Let's Go to the Zoo, My Dear Brother» 《一起去动物园》 від Lin Po Ting林柏廷

### 5-та премія, 2017[3]
- «Звідки береться рис?» 《盘中餐》 від Yu Hongcheng于虹呈 (автор та ілюстратор) [4]

- «Де Герой?» 《杯杯英雄》 Чао-Лунь Цай蔡兆伦 (автор та ілюстратор) [5]
- «Очікування» 《等待》 Аделін Ко高佩聪 (автор та ілюстратор) [6]
- «Персикове дерево бабусі Лін» 《林桃奶奶的桃子树》 Том Лю汤姆牛 (автор та ілюстратор) [7]
- «Екскурсії черепаховою родиною» 《佳作奖》 Чжан Нін张宁 (автор та ілюстратор) [8]

### 4-та премія, 2015[9]
Нагорода за найкращу китайську дитячу книжку з малюнками – переможець
- «Ката, Ката, Ката» 《喀噠喀噠喀噠》автор Бей Лінн林小杯 – автор та ілюстратор

- «Бабуся не могла заснути» 《棉婆婆睡不着》 Ляо Сяоцінь廖小琴 (автор) та Чжу Ченлян朱成梁 (ілюстратор)
- «Зуб, зуб, кинь його на дах» 《牙齿牙齿扔屋顶》автор Лю Сюнь劉洵 (автор та ілюстратор)
- «Маленька сорока та скелястий пагорб» 《小喜鹊和岩石山》 Лю Чінг-Єнь刘清彦 (автор) та Чао-Лун Цай蔡兆伦 (ілюстратор)
- «Собака милиці» 《拐杖狗》 Лі Ру-Кінг李如青 (автор та ілюстратор)

### 3-тя премія, 2013[10][11]
Нагорода за найкращу китайську дитячу книжку з малюнками – переможець
- «Я бачу пташку» 《我看见一只鸟》 Лю Бор-Ле刘伯乐 – автор та ілюстратор

Премія за видатну китайську дитячу книжку з малюнками
- «Дуже повільний равлик»《很慢很慢的蝸牛》 Чі-Юань Чен (автор та ілюстратор)陈致元 (автор та ілюстратор)
- «Алі любить тварин» 《阿里愛動物》 Лі-Хуан Хуан黄丽凰 (автор) і Чі-Мін Хуан黄志民 (ілюстратор)
- «Я не бачу» 《看不見》 Чао-Лунь Цай蔡兆伦 (автор та ілюстратор)
- «Найстрашніший день у моєму житті» 《最可怕的一天》 Том Лю (Чен-Куо Лю) 汤姆牛 (автор та ілюстратор)

### 2-і нагороди, 2011[12]
Рекомендована нагорода журі
- « Going to the Marketplace»《進城》 Кукі Лін林秀穗 (автор) та Чіен-Хун Ляо廖健宏 (ілюстратор)
- «Двері»《門》 Тао Цзюсян陶菊香 (автор та ілюстратор)
- «Іде дощ!»《下雨了！》 Том Лю (Чен-Куо Лю) 汤姆牛 (автор та ілюстратор)
- «Захоплений пекінською оперою»《迷戲》 Яо Хун (автор та ілюстратор)姚红 (автор та ілюстратор)
- «Жаба та хлопчик» 《青蛙與男孩》 Сяо Мао萧袤 (автор), Чень Вей (ілюстратор)陈伟 (ілюстратор) та Хуан Сяомінь (ілюстратор)黃小敏 (ілюстратор)

### Перші нагороди, 2009[13]
Нагорода за найкращу китайську дитячу книжку з малюнками
- «Зустріч Нового року» Ю Лікіонг余丽琼 (автор) та Чжу Ченлян朱成梁 (ілюстратор)

Ця дебютна переможниця була перекладена англійською мовою та видана видавництвами Candlewick (США) та Walker Books (Великобританія). У 2011 році вона була відібрана як одна з 10 найкращих ілюстрованих книг року за версією New York Times Book Review. 
Нагорода журі за рекомендований текст
- Король хованок《躲貓貓大王》 Чжан Сяоліна (автор)张晓玲 (автор) і Пан Цзянь潘坚 (ілюстратор)
- День, коли овочі стали гоблінами《一園青菜成了精》 Чжоу Сян (автор та ілюстратор)周翔 (автор та ілюстратор)

Премія за найкращу дитячу книжку з малюнками
- «Ранковий ринок у місті Лотос»《荷花鎮的早市》 Чжоу Сян (автор та ілюстратор)周翔 (автор та ілюстратор)
- «Я та мій велосипед»《我和我的腳踏車》автор Є Анде叶安德 (автор та ілюстратор)
- «An's Seeds» 《安的種子》, автори Wang Zaozao王早早 (автор) і Хуан Лі (ілюстратор)黄丽 (ілюстратор)
- «Я став вогнедишним драконом!»《我變成一隻噴火龍了!》автор Лайма (автор та ілюстратор)賴馬 (автор та ілюстратор)
- «Тепер ти знаєш, хто я?»《現在，你知道我是誰了嗎?》автор Лайма (автор та ілюстратор)賴馬 (автор та ілюстратор)
- «Пополудні середи, гонитва за пуголовками»《星期三下午，捉‧蝌‧蚪》 An Shih-liu安石榴 (автор та ілюстратор)
- «Я хочу бути іншим»《想要不一樣》Тонг Цзя童嘉 (автор та ілюстратор)
- «На ставку, під ставом»《池上池下》 Чіу Чен-цзун邱承宗 (автор та ілюстратор)
- «Xi Xi»《西西》 Сяо Мао萧袤 (автор), Лі Чуньмяо李春苗 (ілюстратор) і Чжан Яньхун张彦红 (ілюстратор)

1. ↑  Bridges to understanding : envisioning the world through children's books (Book, 2011). OCLC 710045066. Процитовано 30 липня 2016.
2. ↑  6th Award - Best Chinese Children's Picture Book Award. fengzikaibookaward.org. Процитовано 4 січня 2020.
3. ↑  5th Award - Feng Zikai. Feng Zikai (амер.). Процитовано 31 жовтня 2017.
4. ↑  Where Does Rice Come From? - Feng Zikai. Feng Zikai (амер.). Процитовано 31 жовтня 2017.
5. ↑  Where is the Hero? - Feng Zikai. Feng Zikai (амер.). Процитовано 31 жовтня 2017.
6. ↑  Waiting - Feng Zikai. Feng Zikai (амер.). Процитовано 31 жовтня 2017.
7. ↑  Grandma Lin's Peach Tree - Feng Zikai. Feng Zikai (амер.). Процитовано 31 жовтня 2017.
8. ↑  Excursions of Tortoise Family - Feng Zikai. Feng Zikai (амер.). Процитовано 31 жовтня 2017.
9. ↑  2015 Winners | Feng Zikai Chinese Children's Picture Book Award 豐子愷兒童圖畫書獎. Fengzikaibookaward.org. Архів оригіналу за 10 червня 2016. Процитовано 30 липня 2016.
10. ↑  2013 Winners | Feng Zikai Chinese Children's Picture Book Award 豐子愷兒童圖畫書獎. Fengzikaibookaward.org. Архів оригіналу за 28 серпня 2016. Процитовано 30 липня 2016.
11. ↑  Chinese picture book award sparks hope for genre | South China Morning Post. Scmp.com. Процитовано 30 липня 2016.
12. ↑  2011 Winners | Feng Zikai Chinese Children's Picture Book Award 豐子愷兒童圖畫書獎. Fengzikaibookaward.org. Архів оригіналу за 10 червня 2016. Процитовано 30 липня 2016.
13. ↑  2009 Winners | Feng Zikai Chinese Children's Picture Book Award 豐子愷兒童圖畫書獎. Fengzikaibookaward.org. Архів оригіналу за 10 червня 2016. Процитовано 30 липня 2016.
14. ↑  Marcus, Leonard S. (11 вересня 2014). The Sayings of Chairwoman Ursula: 'Dear Genius' Goes to China. Publishersweekly.com. Процитовано 30 липня 2016.

## Зовнішні посилання
- Home. Bring me a Book. Процитовано 30 липня 2016.